# Cobitidae

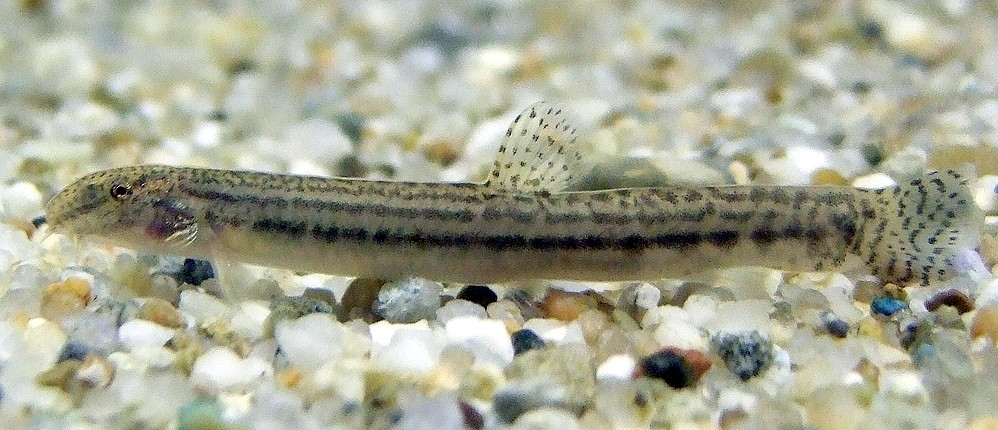
Cobitis shikokuensis.

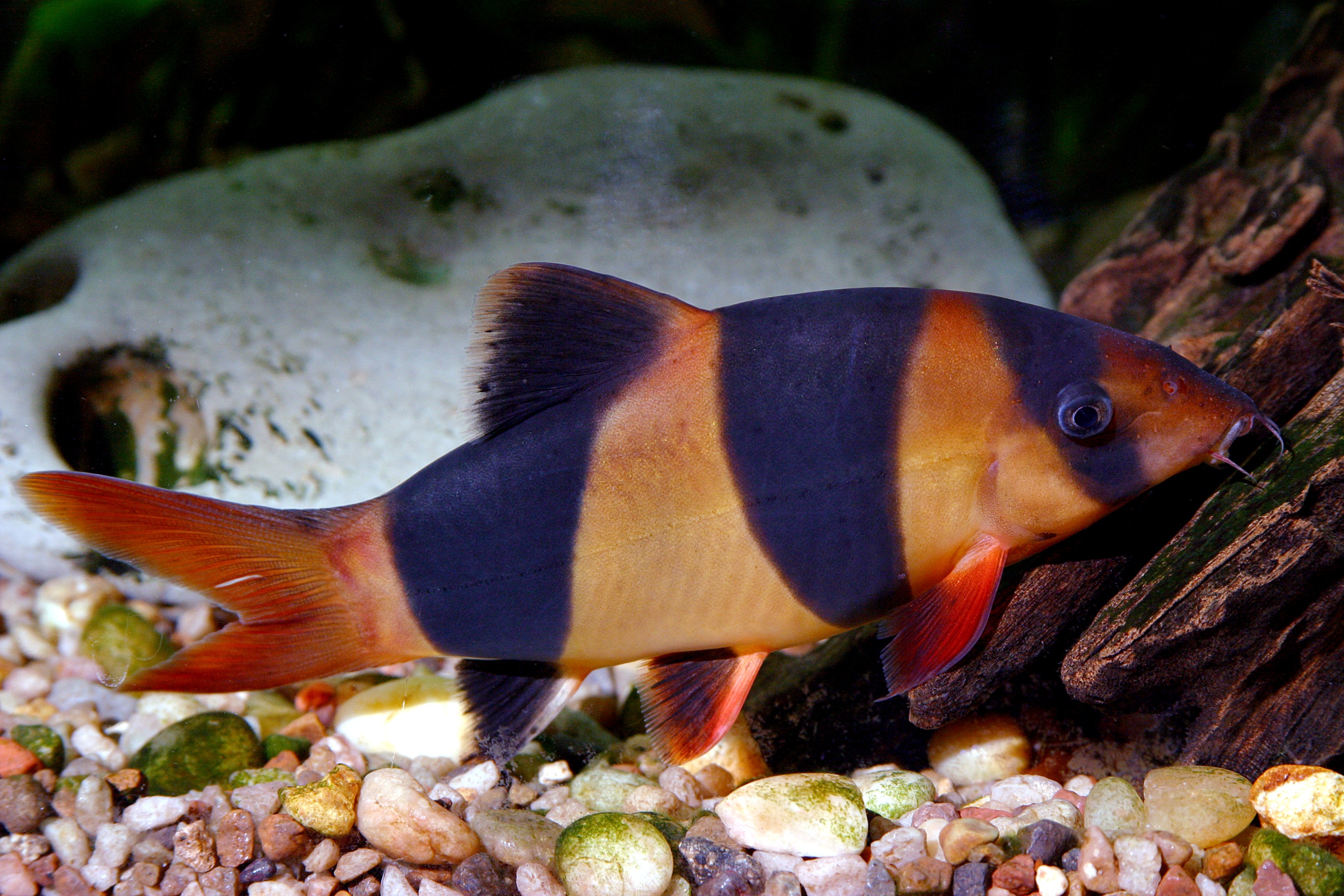
Chromobotia macracanthus.

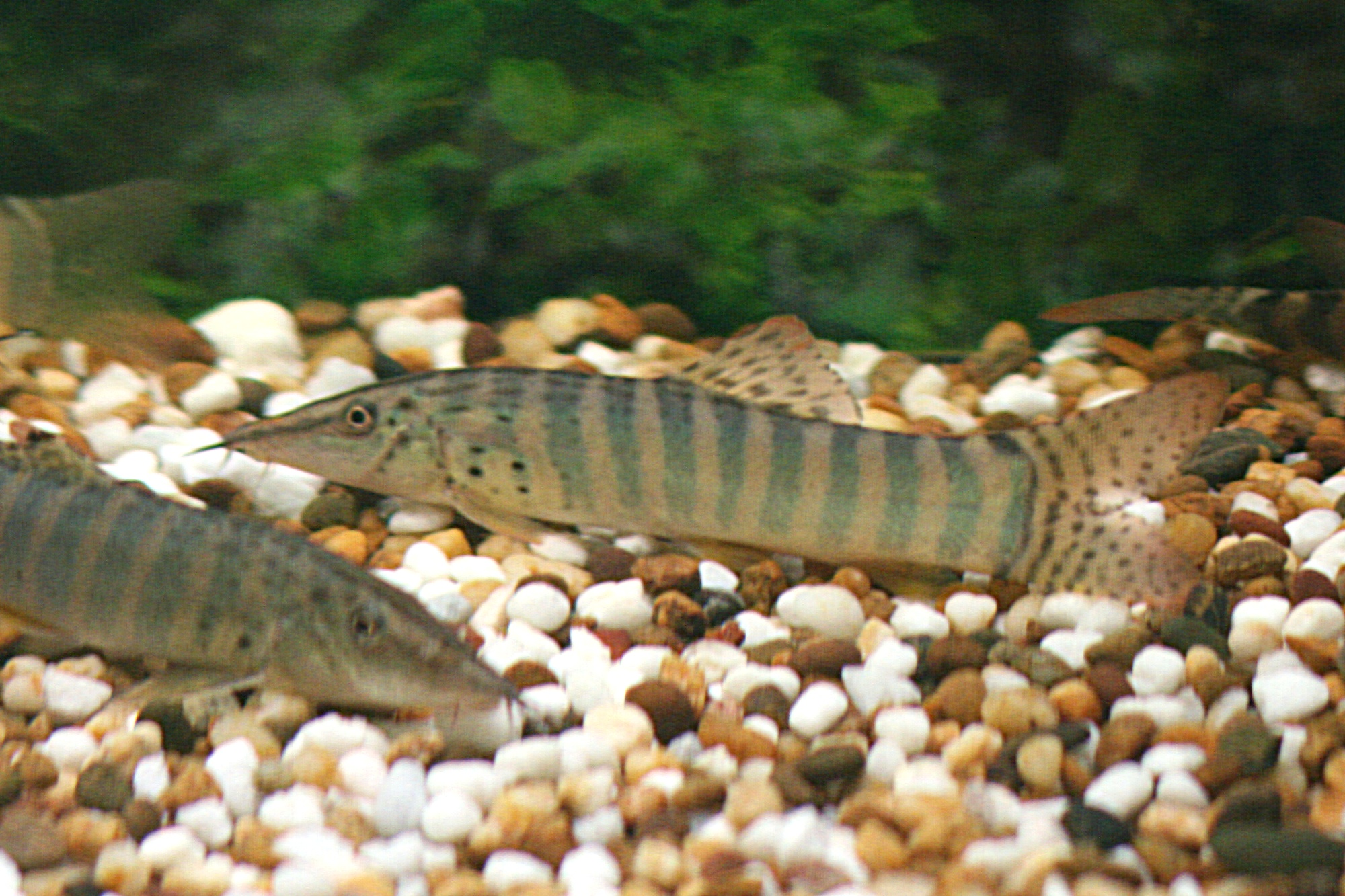
Syncrossus berdmorei.

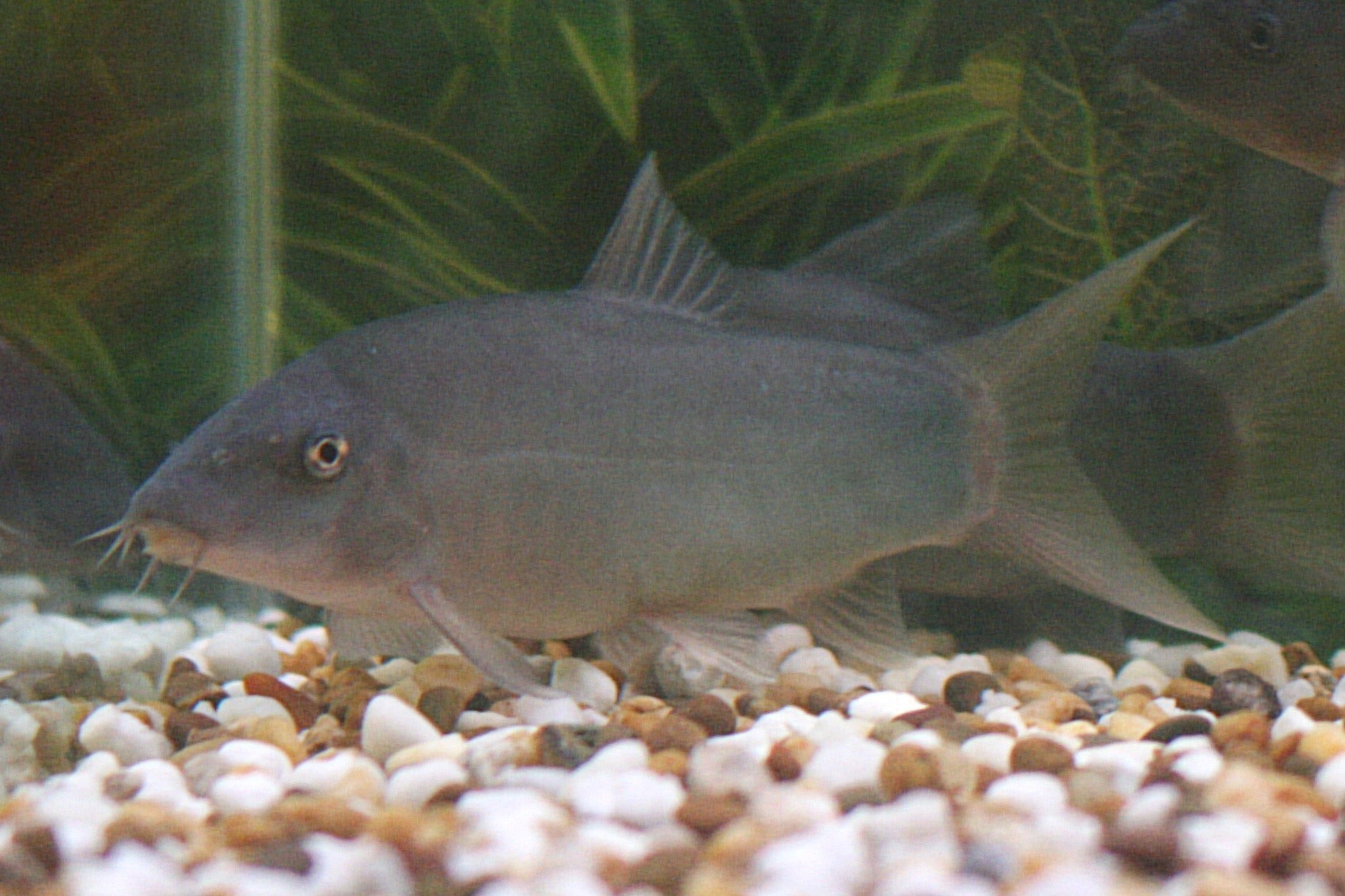
Yasuhikotakia modesta.

Los cobítidos (Cobitidae) son una familia de peces cipriniformes conocidos popularmente como lochas. Son peces de río de hábitos típicamente bentónicos distribuidos por toda Eurasia y Marruecos.

## Morfología
Tienen el cuerpo vermiforme a fusiforme, con unos 40 cm de longitud máxima descrita; boca subterminal, bajo la cual destacan entre 3 y 6 pares de bigotes; tienen una espina eréctil debajo de cada ojo; los dientes de la faringe forman una única fila.

## Importancia comercial
Algunas especies de lochas son pescadas para alimentación humana en países del este asiático, incluso son criadas en acuicultura industrialmente con este fin.[cita requerida]
Muchas especies de la subfamilia Botiinae son de uso común en acuariología de agua dulce y están muy comercializadas, sobre todo las de aguas tropicales, cotizadas por su coloración y por sus hábitos bentónicos que hacen que se aclimaten bien al acuario. Entre las lochas más encontradas en tiendas de animales están:
- Acantopsis choirorhynchus - «Locha cara de caballo»
- Acantopsis octoactinotos
- Botia almorhae
- Botia striata - «Locha cebra»
- Chromobotia macracanthus - «Locha payaso»
- Misgurnus anguillicaudatus - «Misgurno de Asia»
- Pangio kuhlii
- Yasuhikotakia sidthimunki - «Locha enana» o «Locha ajedrezada»

## Géneros
Existen unas 220 especies agrupadas en 27 géneros:
- Subfamilia Botiinae:
  - Género Botia (Gray, 1831) - con 13 especies.
  - Género Chromobotia (Kottelat, 2004) - con 1 especie.
  - Género Leptobotia (Bleeker, 1870) - con 15 especies.
  - Género Parabotia (Dabry de Thiersant, 1872) - con 7 especies.
  - Género Sinibotia (Fang, 1936) - con 5 especies.
  - Género Syncrossus (Blyth, 1860) - con 5 especies.
  - Género Yasuhikotakia (Nalbant, 2002) - con 9 especies.

- Subfamilia Cobitinae:
  - Género Acanthopsoides (Fowler, 1934) - con 6 especies.
  - Género Acantopsis (van Hasselt, 1823) - con 6 especies.
  - Género Bibarba (Chen y Chen, 2007) - con 1 especie.
  - Género Cobitis (Linnaeus, 1758) - con 61 especies.
  - Género Enobarbus (Whitley, 1928) - con 1 especie.
  - Género Iksookimia (Nalbant, 1993) - con 5 especies.
  - Género Koreocobitis (Kim, Park y Nalbant, 1997) - con 2 especies
  - Género Kottelatlimia (Nalbant, 1994) - con 2 especies.
  - Género Lepidocephalichthys (Bleeker, 1863) - con 15 especies.
  - Género Lepidocephalus (Bleeker, 1859) - con 4 especies.
  - Género Misgurnus (Lacepède, 1803) - con 7 especies.
  - Género Neoeucirrhichthys (Banarescu y Nalbant, 1968) - con 1 especie.
  - Género Niwaella (Nalbant, 1963) - con 5 especies.
  - Género Pangio (Blyth, 1860) - con 29 especies.
  - Género Paralepidocephalus (Tchang, 1935) - con 2 especies.
  - Género Paramisgurnus (Dabry de Thiersant, 1872) - con 1 especie.
  - Género Protocobitis (Yang y Chen, 1993) - con 2 especies.
  - Género Sabanejewia (Vladykov, 1929) - con 9 especies.
  - Género Serpenticobitis (Roberts, 1997) - con 3 especies.
  - Género Somileptus (Swainson, 1839) - con 1 especie.